# مملكة بولندا (1917-1918)
مملكة بولندا، المعروفة أيضًا بشكل غير رسمي باسم مملكة الوصاية البولندية، كانت كيانًا سياسيًا ودولةً عميلةً تابعةً للإمبراطورية الألمانية خلال الحرب العالمية الأولى، إلا أنها لم تدم سوى لفترة قصيرة تبعت خلالها للحكومة العامة في وارسو.
قرر صانعو السياسة الألمان استعادة بولندا بعد قرن من تقاسمها في محاولة لإضفاء الشرعية على المزيد من الوجود الإمبراطوري في الأراضي المحتلة. اعتمدت الخطة على حملة توزيع كتيبات دعائية ألمانية على البولنديين في عام 1915، جاء فيها أن الجنود الألمان سيأتون لتحرير بولندا من إخضاع الإمبراطورية الروسية، إضافةً إلى اقتراح مسودة دستور في عام 1917. أراد المخططون الألمان ضم نحو 30 ألف كيلومتر مربع من أراضي الكونغرس البولندي السابق والبدء بالتطهير العرقي لأكثر من ثلاثة ملايين بولندي ويهودي لإفساح المجال للمستعمرين الألمان فيما يسمى بخطة قطاع الحدود البولندية. استخدمت الحكومة الألمانية التهديد بالعقاب لإجبار مالكي الأراضي البولنديين الذين يعيشون في دول البلطيق التي تحتلها ألمانيا على نقل ممتلكاتهم في البلطيق وبيعها للألمان مقابل الدخول إلى بولندا، كما بُذلت جهود موازية للتخلص من البولنديين في الأراضي البولندية الخاضعة للتقسيم البروسي.
بعد هدنة 11 نوفمبر 1918 (هدنة كومبين الأولى) التي وقعها الحلفاء مع إمبراطورية ألمانيا، والتي أنهت الحرب العالمية الأولى، أصبحت المنطقة جزءًا من الجمهورية البولندية الثانية الناشئة.

## الخطط المبكرة
مع اندلاع الحرب في عام 1914، ولأغراض تأمين الحدود الألمانية الشرقية للتصدي للجيش الإمبراطوري الروسي، قرر تيوبالت فون بتمان هولفيغ، المستشار الألماني آنذاك، ضم أحد قطاعات أراضي الكونغرس البولندي عسكريًا، والذي عُرف لاحقًا باسم قطاع الحدود البولندية. واقتُرح أن يتم تطهير البولنديين عرقيًا ونقلهم إلى دولة بولندية جديدة مقترحة في الشرق، من أجل تجنب احتساب البولنديين على سكان الإمبراطورية الألمانية، مع إعادة توطين الألمان في القطاع الجديد.
ارتأى الإمبراطور الألماني فيلهلم الثاني أن ينشئ دولةً بولنديةً تابعةً في الأراضي التي احتلتها روسيا؛ مع وجود حاكم ألماني لهذه المملكة البولندية المستقلة والجديدة، بحيث تسيطر ألمانيا على جيشها ونقلها واقتصادها، عبر وضع جيشها وشبكة سككها الحديدية تحت تصرف المملكة البروسية.
قدم المثقفون الألمان المؤثرون في السنوات الأولى من الحرب خططًا مماثلةً، بمن فيهم هانس ديلبروك وفريدريش ناومان وبول روهرباخ. وجادلوا عمومًا أنه نظرًا لتقدم القومية البولندية والمجتمع البولندي الواضح، فإن ألمانيا ستواجه مقاومةً شديدةً إذا ما حاولت ضم مناطق كبيرة في بولندا. وخلصوا إلى أنه لا يمكن لألمانيا إبراز قوتها بشكل فعال في بولندا إلا من خلال إنشاء دولة بولندية مستقلة باعتبارها محميةً ألمانيةً.
غزت القوات الألمانية والنمساوية أرض فيستولا الروسية، الكونغرس السابق في بولندا، بسرعة كبيرة خلال السنة الأولى من الحرب، قبل أن يتم تقاسم إدارتها بين حاكم عام ألماني في وارسو ونظير نمساوي في لوبلين خلال عام 1915.
اقترح هانز هارتفيج فون بيسيلر، الحاكم العام للمناطق البولندية الخاضعة للسيطرة الألمانية آنذاك، إنشاء دولة بولندية مستقلة في العديد من المذكرات المرسلة خلال عامي 1915 و1916. وبضغط من الجنرال إريش لودندورف، الذي كان في الواقع مدير عمليات أوروبا الشرقية في ألمانيا، شمل الاقتراح أيضًا ضم ألمانيا وليتوانيا والنمسا والمجر لمساحات كبيرة من الأراضي؛ ولكن عارض جيرهارد فون موتيوس، ابن عم المستشار بتمان هولفيغ وممثل وزارة الخارجية في مقر بيسيلر آنذاك، الاعتماد على الضم العسكري، وأصر على «ضرورة تجنب الانقسامات والانفصالات، إذا ما سمحت المصالح العسكرية بذلك»، لأن مثل هذه السياسة من شأنها تعزيز «النزعة المعادية لروسيا في مملكة بولندا الجديدة».

### النمسا والمجر
كان لدى النمسا والمجر ثلاث أفكار مختلفة فيما يتعلق ببولندا؛ تمثلت الفكرة الأولى بما عُرف بـ «الحل النمساوي البولندي»، والذي تضمن إنشاء مملكة بولندية يحكمها إمبراطور النمسا، الذي عُرف أيضًا بملك غاليسيا ولودوميريا. عارض الألمان والمجريون ضمن ملكية هابسبورغ هذه الخطوة خوفًا من إنشاء منطقة يغلب عليها الطابع السلافي. ولكن على عكس الإمبراطور فرانتس يوزف الأول، شجع كارل الأول ملك النمسا، الذي انضم إلى عروش هابسبورغ في عام 1916، على هذه الفكرة. تضمنت الفكرتان الأخريان تقسيم الكونغرس السابق لبولندا بين ألمانيا والنمسا والمجر، أو بين النمسا والمجر ودولة أخرى مكونة من ليتوانيا وبيلاروس وبقايا الكونغرس البولندي.
ومع ذلك، فقد قلل النمساويون من تقدير رغبة ألمانيا في السيطرة على بولندا. لقد أدركوا، وفقًا لتعبير رئيس الوزراء كارل فون ستورج، أن «لن يتخلى البولنديون عن جنسيتهم [...]، فحتى بعد مرور 150 عامًا من انضمام غاليسيا إلى النمسا، لم يصبح البولنديون نمساويين». كان من الواضح للسياسيين النمساويين أن إنشاء دولة بولندية على غرار ما قصدته ألمانيا سيعني فقدان غاليسيا، لذلك اقترحوا تقسيمها وتشكيل شرق غاليسيا لمقاطعة نمساوية.
كان الأرشيدوق النمساوي تشارلز ستيفن (بالبولندية: كارول ستيفان) وابنه تشارلز ألبرت من أوائل المرشحين للعرش البولندي الجدي، وأقام كلاهما في بلدة سايبوش الجاليكية (الآن زيفييتس) وتحدثا البولندية بطلاقة؛ وتزوجت بنات تشارلز ستيفن من الأرستقراطيين البولنديين الأميرين تسارتويسكي ورادجيفيو.
أصبح «الحل النمساوي البولندي» افتراضيًا بحلول أوائل عام 1916. وكان إريش فون فالكنهاين، رئيس الأركان العامة الألماني آنذاك، قد رفض الفكرة في يناير 1916، ليتبعه بيثمان هولفيج في فبراير من نفس العام. كان بتمان هولفيغ على استعداد لرؤية حاكم نمساوي على العرش البولندي الجديد طالما أن ألمانيا ستحتفظ بالسيطرة على اقتصاد بولندا ومواردها وجيشها.
تنازعت السلالات الملكية في ساكسونيا وفورتمبيرغ وبافاريا على المرشحين الألمان للعرش، إذ طالبت بافاريا بتنصيب ليوبولد، القائد الأعلى للقوات الألمانية على الجبهة الشرقية، ملكًا جديدًا عليها. واعتُبر دوق ألبريشت مرشحًا مناسبًا لعرش فورتمبيرغ بسبب انتمائه للسلالة الكاثوليكية التي تتبع لها السلالة الحاكمة. أما آل فتين الساكسوني، فقد طالب بتولي فريدريش أغسطس الأول، ملك ساكسونيا الذي عينه نابليون بونابرت دوقًا لوارسو خلال الحروب النابليونية، العرش البولندي، إضافةً إلى انتخاب أغسطس الثاني القوي ملكًا لبولندا ودوقًا أكبر لليتوانيا عام 1697.